# Смирнов Сергій Анатолійович
Сергі́й Анато́лійович Смирно́в (рос. Сергей Анатольевич Смирнов, 10 грудня 1958, Москва) — російський письменник-фантаст, автор історичних та детективних творів, редактор та укладач збірок фантастичних творів.

## Біографія
Сергій Смирнов народився в Москві. Ще зі шкільних років він захопився написання фантастичних творів. Після закінчення середньої школи Смирнов навчався на медико-біологічному факультеті ІІ Московського медичного інституту, після чого працював науковим співробітником Інституту медико-біологічних проблем МОЗ СРСР. З 1990 року, після виходу в світ перших збірок, Сергій Смирнов стає професійним літератором. З 1990 року він працює редактором-укладачем у низці московських видавництв, є укладачем низки альманахів та збірок фантастичних творів, зокрема першої збірки «Гея» у 1988 році, збірок «Темне полювання» та «Час перевертня» у 1990 році, кількох спецвипусків журналу «Искатель». З 2008 року Сергій Смирнов працював сценаристом на телебачені . Його сценарій повнометражного фільму «Твердь» визнаний найкращим та отримав «Золотий диплом» на II Слов'янськом форумі мистецтв «Золотий Витязь».

## Літературна творчість
Ще зі шкільних років Сергій Смирнов розпочав публікувати свої фантастичні твори, перший із яких «Квітка в дорожній сумці» опублікований у журналі «Техника – молодежи» в 1976 році. Разом із письменником Михайлом Пуховим, який був завідувачем відділу фантастики в журналі «Техника — молодежи», Смирнов організував при журналі клуб шанувальників фантастики для учнів старших класів та студентів. У 1987 році Сергій Смирнов публікує свою першу повість «Гнилий Хутір». У цьому ж році виходить друком перша збірка творів письменника «Пам'ять до запитання». У 1989 році письменник публікує повість «Без симптомів», яка дала назву наступній збірці творів автора, що вийшла друком у 1990 році. У 1996 році письменник публікує свій перший роман «Імперія здоров'я», написаний у стилі фантастичного трилера і детектива. Наступного року виходить друком фантастичний роман Смирнова «Канарський грип», а також перший історичний роман письменника «Сім свитків із Рас Альхага, або Енциклопедія змов», який увійшов до міжавторського циклу історичних творів про тамплієрів. У 1996—1997 роках Сергій Смирнов також опублікував цикл детективних оповідань «Рукопис, знайдений у tmp-файлі» про детектива-конвергента, тобто особи, яка може розкрити злочин за допомогою зіставлення зовні не пов'язаних між собою явищ. У 2010 році письменник публікує фантастичний роман у стилі альтернативної історії «Дао Дзе Дун». Після 2010 року більшість нових творів Сергія Смирнова виходять у світ у вигляді інтернет-публікації, оскільки, на думку автора, таким чином значно збільшується читацька аудиторія книг. У 2018 році письменник також опублікував серію казок для дітей.

### Романи
- 1996 — «Империя Здоровья»
- 1997 — Канарский грипп
- 1997 — Семь свитков из Рас Альхага, или Энциклопедия заговоров
- 1998 — Царь горы, или Тайна Кира Великого
- 2000 — Султан Юсуф и его крестоносцы
- 2000 — Цареградский оборотень
- 2010 — Дао Дзэ Дун
- 2012 — Три сердца, две сабли
- 2012 — Шашлык из леопарда
- 2013 — Подземный флот маркшейдера Вольфа
- 2013 — Тайна Спящей Охотницы
- 2013 — Хроника лишних веков
- 2015 — Железные лавры Рюрика
- 2018 — Тайна смуты

### Повісті
- 1987 — Гнилой Хутор
- 1989 — Без симптомов
- 1989 — Сны над Танаисом
- 1995 — Пустыня волхвов
- 1996 — Дело привидений «Титаника»
- 2008 — Привет от царицы Савской
- 2019 — Алмазные крылья (у співавторстві з Євгеном Давидюком)

### Оповідання
- 1976 — Цветок в дорожной сумке
- 1977 — Кривое зеркало
- 1978 — Большая охота
- 1981 — Лесник
- 1981 — На дворе — дрова…
- 1984 — Записки о Белозёрове
- 1986 — Проект «Эволюция-2»
- 1987 — День слепого вожака
- 1987 — Охотник на зеркала
- 1990 — «Натюрморт с византийской чашей»
- 1990 — Колыбельная на рассвете
- 1990 — Перекрёсток на пути к Солнцу
- 1990 — Рукописи возвращаются
- 1990 — Самобранка
- 1990 — …Дело рук утопающего
- 1993 — Карма!
- 1996 — Дело банановой цикады, или Виртуальный киднэпинг
- 1997 — Агент 007, или Game esc!
- 1997 — Мотылёк по прозвищу «Боинг»
- 1997 — Смертельный джек-пот, или Охота на Аладдина
- 2001 — Зорро… Без Головы
- 2001 — По призванью соловей, а по прозвищу Разбойник
- 2002 — Шерлок Холмс: Дело Троих С Собакой, Но Без Лодки

### Казки
- 2018 — Большая тайна маленького секретика
- 2018 — Драгоценные заплаточки Таси
- 2018 — Как друзья спасали Тасю
- 2018 — Кукла Тася не боится темноты
- 2018 — Маша и Тася в поисках небывалого на свете
- 2018 — Небесный пастух и золотая корова
- 2018 — Невероятно дружное путешествие
- 2018 — Опасный поход домой
- 2018 — Про ежей и стрижей
- 2018 — Самая чудесная яблоня

### Збірки
- 1987 — Память до востребования
- 1990 — Без симптомов